# آرنا (کالابریا)
آرنا (به ایتالیایی: Arena) یک کومونه در ایتالیا است که در استان ویبو والنتیا واقع شده‌است. آرنا ۳۲٫۴ کیلومتر مربع مساحت و ۱٬۶۷۸ نفر جمعیت دارد.